# 바하르 파르스
바하르 파르스(Bahar Pars, 1979년 3월 28일 ~ )는 스웨덴의 배우이다.